# Robert Záruba
Robert Záruba (* 18. srpna 1967 Praha) je český režisér, sportovní komentátor a vysokoškolský pedagog. Působí na katedře žurnalistiky při Fakultě sociálních věd Univerzity Karlovy.

## Profesní dráha
V letech 1985 až 1989 vystudoval Fakultu žurnalistiky Univerzity Karlovy v Praze, kde získal magisterský titul. Již od roku 1984 byl externím spolupracovníkem redakce sportu Československé televize, od roku 1990 je jejím stálým zaměstnancem. V České televizi pracuje dosud, s dvěma krátkými přestávkami: mezi roky 1998 a 1999 byl opět externím spolupracovníkem a v roce 2000 krátce pracoval v TV Nova (zaměstnavatelem byla společnost Česká produkční 2000), po půl roce se vrátil do České televize, kde je v současné době šéfkomentátorem.

## Práce v televizi
Těžiště jeho práce v televizi je komentování hokejových utkání českého národního mužstva na vrcholných soutěžích (MS, ZOH). Od roku 1992 do roku 2019 byl akreditován na všech mistrovstvích světa v ledním hokeji jako televizní komentátor a dvakrát jako reportér (1998 a 1999). Komentoval všechny olympijské hokejové turnaje od roku 1992 a 2× Světový pohár (1996 a 2016). Od roku 1991 do roku 1998 a poté od srpna 2006 do 12. srpna 2007 moderoval Branky, body, vteřiny.
Je autorem projektů České televize z OH 1996, 2000, 2004, 2008, 2012, 2016 a 2021 a ZOH 1998, 2002, 2006, 2010, 2014, 2018 a 2022. Uváděl olympijský program v letech 1992, 1996, 2000 (vytvořil osobní rekord v nepřetržité délce uvádění – 19 hodin od půlnoci do 19 hodin), 2004, 2008 a Olympijské studio 2012 v Londýně, 2016 v Rio de Janeiru, 2021. 
V letech 1998, 2002 a 2006 uváděl rovněž studio mistrovství světa v kopané. V roce 2017 uváděl z Londýna studio MS v atletice, 2018 z Berlína studio ME v atletice.
Za dobu práce v České televizi komentoval různé sporty (hokej, baseball, florbal, pozemní hokej, softball) na stovkách sportovních akcí. Je autorem projektů televize Nova (2000) a České televize (2001–2024) z MS v hokeji. Od roku 1992 byl akreditován na všech MS v hokeji jako komentátor (1998 a 1999 reportér), na všech ZOH.  
Je znám svou precizní přípravou, vede si vlastní kartotéku hráčů, index zápasů a rozsáhlé statistiky. Poznámky stále aktualizuje.
9. 5. 2025 odkomentoval 2000. přímý přenos a stal se tak druhým českým komentátorem, který se přes tuto metu dostal.

### Dokumentární tvorba
Podílel se na více než 100 sportovních dokumentech, například Jágr Team (1996), Zlatý turnaj století (1998), Hokej v srdci – Srdce v hokeji (2004), Stříbro proti všem (2006), „Velkej“ – Pocta Ivanu Hlinkovi (2005), Tým na hraně (2010), Bronzové halušky (2011), Hrdinové pod maskou (2012), 741.690 + 1 Jágr (2015). V posledních letech  jako autor a režisér Vítkovice 1981 (2019), Systém (2022). Návrat zatraceného střelce (2024) o nejlepším střelci v historii Národního týmu Václavu Nedomanském a Zlato doma (premiéra 22.12.2024), v kterém 9 hráčů a kouč Radim Rulík líčí cestu za titulem mistrů světa v Praze . Od roku 2000 připravuje každý rok bilanční pořad Sport roku, který se v premiéře vysílá na Štědrý den na ČT sport. V pořadu Archiv Z rekonstruuje slavné přenosy sportovních zápasů a závodů. Během nouzového vysílání v covidovém roce 2020 vedl tým, který restauroval záznamy 112 slavných sportovních zápasů a událostí.

### Sportovní publicistika
Jako redaktor působil v pořadu Branky, body, vteřiny v letech 1990–1996 a 2006–2007.
V roce 1992 založil hokejový pořad Buly, který se pod názvy Buly – hokej živě, Buly – debata expertů a Buly – souhrn vysílá dodnes. Od začátku (s půlroční přestávkou) připravuje scénář pořadu a uváděl více než polovinu jeho vydání.
V roce 2001 založil zpravodajský pořad Dohráno, uváděl jako jeden z redaktorů jeho hokejovou část. V roce 2012 založil pořad Hokej den poté, který vede jako redaktor.
Během svého působení v televizi Nova uváděl pořad Svět NHL.
V roce 2011 vytvořil pořad Kamelot, který uváděl střídavě s Jaromírem Bosákem. Později pokračoval nepravidelným diskusním pořadem Spor o český hokej.

## Další práce
Na Fakultě sociálních věd Univerzity Karlovy přednáší od roku 1996 předmět „Sportovní televizní žurnalistika“ a v magisterském studiu „Práce sportovního reportéra a komentátora“.
Je autorem knih Přepište dějiny! o olympijském vítězství v Naganu a spoluautorem Chytám svůj život o Dominiku Haškovi.
V letech 2017 a 2018 vystupoval v Muzikálu Rocky, v roli sportovního komentátora Boba Dunphyho. Jako sportovní komentátor vystupuje v některých českých filmech (Štěstí, Mistři, Smečka atd.) a dabingu zahraničních filmů. V roce 2022 se objevil na debutovém EP skupiny Youthful Indiscretion (YI) jménem Cheesy, kde namluvil intro, intermezzo a dvě outra.
Jako odborný poradce se podílel na knize Hrdinové II (2019).

## Ocenění
V roce 1989 obdržel Zvláštní cenu Českého literárního fondu za diplomovou práci na téma Svědectví k historii Hlavní redakce tělovýchovy a motorismu ČST (1990), v roce 1999 Novinářskou křepelku Českého literárního fondu. Je rovněž držitelem diváckých cen TýTý za roky 2003 a 2004.

## Hlášky
Stal se také autorem několika známých hlášek, které vyslovil během svého komentování přímých přenosů ze zápasů české hokejové reprezentace:
- Otevíráme zlatou bránu olympijského turnaje, jsme olympijští vítězové! Přepište dějiny, Česká republika vyhrála zimní olympijské hry v ledním hokeji. (Finále hokejového turnaje, zápas Česko – Rusko na Zimních olympijských hrách v Naganu)
- Rachna-kachna to to letělo! (Mistrovství světa v ledním hokeji 2010, semifinálový zápas se Švédskem, kdy Karel Rachůnek osm sekund před koncem zápasu vstřelil vyrovnávací gól utkání.)
- Vítej, zlatý hattricku! (po vítězném gólu českého týmu na MS 2001 v Hannoveru)
- Jágr zvedá ruce k nebi! (Mistrovství světa v ledním hokeji 2015, Česko)
- Tohle je velmi mladá přesilovková sestava. Třicetiletý Červenka a mateřská školka. (Mistrovství světa v ledním hokeji 2018, Dánsko)
- Není to gól! Tyč, tyč a pryč! (Mistrovství světa v ledním hokeji 2018, Dánsko)
- Díky táto (Mistrovství světa v ledním hokeji 2019, Slovensko)

- Vrána letí (Mistrovství světa v ledním hokeji 2019, Slovensko)

- Jiří Kulich vytřepal z bambule další gólovou ránu! (Mistrovství světa juniorů v ledním hokeji 2023, Kanada)
- To byla klička z Jágrovy dílny konkrétně z roku 1992, Chicago! (Mistrovství světa v ledním hokeji žen 2023, Brampton)
- Mně vypadnul mozek! (po vítězném gólu Davida Pastrňáka ve finále Mistrovství světa v ledním hokeji 2024 v Praze)
- Jecho způsobil ticho! (Mistrovství světa juniorů v ledním hokeji 2025, Kanada)
- Snad bychom to mohli popsat tak, že naše hokejistky uvalily na americké puky stoprocentní cla (Mistrovství světa v ledním hokeji žen 2025, České Budějovice)
- David Pastrňák si tam z dánského pásma udělal dálnici s odpočívadlem a čerpací stanicí! (Mistrovství světa v ledním hokeji 2025, Dánsko)

## Osobní život
Z manželství s moderátorkou Světlanou Witowskou má syna Viktora (nar. 2000), manželství bylo rozvedeno v roce 2008. S partnerkou, rovněž novinářkou, Norou Fridrichovou, má dceru Dianu narozenou v dubnu 2012. O tři roky později se jim 5. dubna 2015 narodila druhá dcera, Mariana. Je bratrem grafického designéra Alana Záruby (* 1964).
Záruba trpí kožním onemocněním vitiligo, které je nejviditelnější kolem očí („opálené sluneční brýle“).
Je členem týmu Real TOP Praha, v jehož dresu se zúčastňuje charitativních zápasů a akcí. V letech 2000–2015 hrál závodně florbal v týmu Torza Sorry. Pravidelně startuje v míčovém sedmiboji osobností a třikrát tuto soutěž vyhrál (2009 s Martinem Hostákem, 2011 s Dominikem Haškem a 2014 s Jindřichem Neumannem). V příležitostných exhibicích hraje za fotbalový i hokejový tým České televize.